# عمر لومباردي
عمر لومباردي (بالإيطالية: Omar Lombardi)‏  (و. 1989  م) هو راكب دراجة هوائية إيطالي.

## روابط خارجية
- عمر لومباردي على موقع أرشيف الدراجات (الإنجليزية)
- عمر لومباردي على موقع إحصائيات الدراجات الإحترافية (الإنجليزية)
- عمر لومباردي على موقع نسبة الدراجات (الإنجليزية)